# 川西木蓝
川西木蓝（学名：Indigofera dichroa）为豆科木蓝属下的一个种。

## 扩展阅读
- 維基物種上的相關：川西木蓝